# Peak to Valley
Peak to Valley bedeutet in der Messtechnik den Abstand zwischen dem höchsten ({\displaystyle R_{P}}) und dem niedrigsten Punkt ({\displaystyle R_{V}}) des Oberflächenprofils technischer Oberflächen innerhalb der Bezugsstrecke. Er entspricht der Differenz zwischen Bezugsprofil und Grundprofil.

## Normen und Standards
- DIN EN ISO 4287